# Martina Schenk

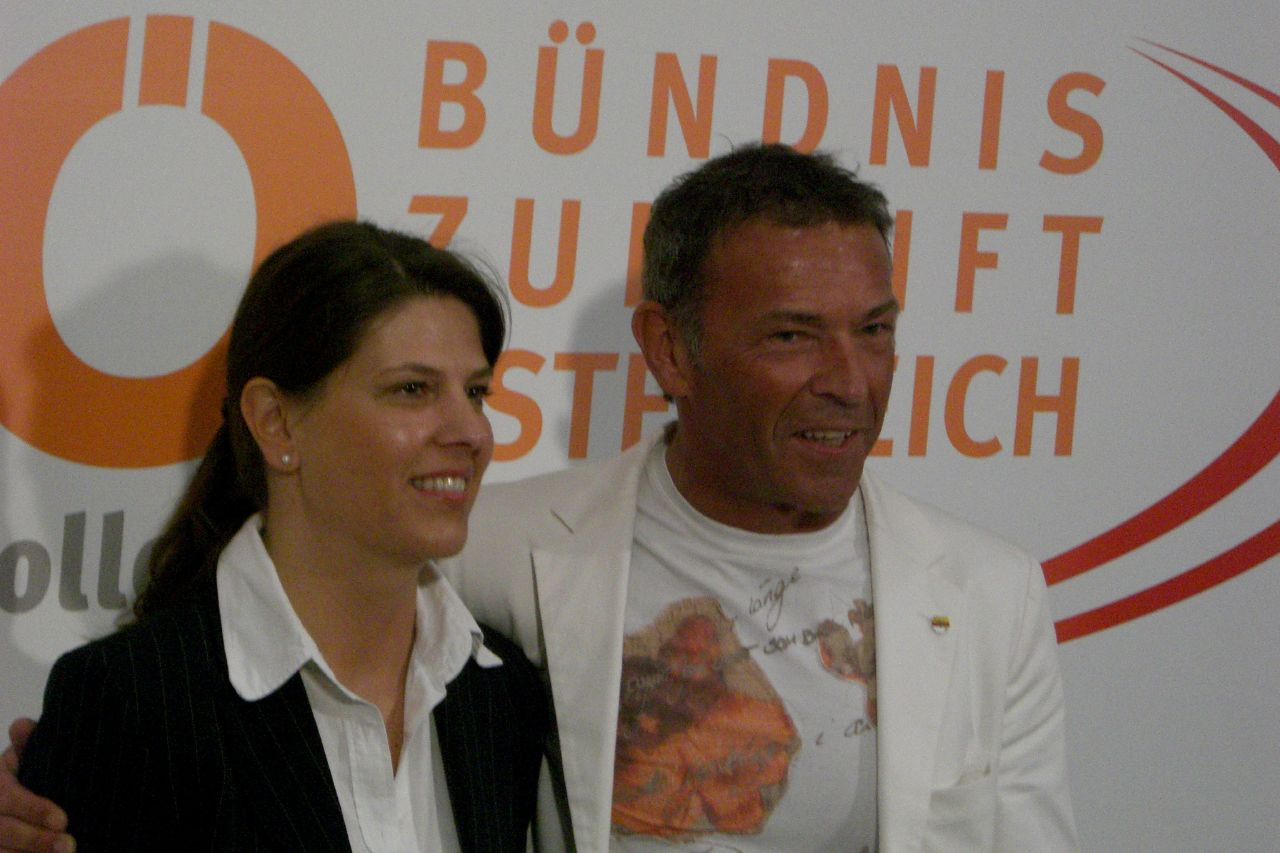
Martina Schenk mit Jörg Haider während einer Pressekonferenz des BZÖ (2008)

Martina Schenk (* 28. August 1972 in Graz) ist eine österreichische Politikerin. Von 2008 bis 2017 war sie Abgeordnete zum österreichischen Nationalrat. Sie startete ihre politische Karriere bei der FPÖ, wechselte 2008 zum BZÖ und 2013 zum Team Stronach. Im August 2017 trat sie schließlich zur Freien Liste Österreich (FLÖ) über.

## Ausbildung und Beruf
Schenk besuchte von 1978 bis 1986 die Volks- und Hauptschule in Semriach und absolvierte im Anschluss den örtlichen polytechnischen Lehrgang. Zwischen 1987 und 1990 erlernte Schenk den Beruf der Einzelhandelskauffrau, zwischen 1991 und 1992 arbeitete sie als Buchhalterin. Ab 1992 war sie Mitarbeiterin des FPÖ-Generalsekretariat, wobei ihr Schwerpunkt im Bereich Organisation und Wahlkampfplanung lag. Ab 1995 war sie mit der Organisation und Umsetzung der „Bündnis-Bürger-98-Bewegung“ betraut und Mitarbeiterin im Freiheitlichen Parlamentsklub bei Jörg Haider und Susanne Riess-Passer. Zwischen 2000 und 2005 war Schenk Referentin des Bundesparteiobmanns beziehungsweise des Bundesgeschäftsführers der FPÖ und zwischen 2005 und 2008 Bundesgeschäftsführerin der FPÖ.

## Politik
Schenk war zwischen 2005 und 2008 Mitglied des Bundesparteipräsidiums der FPÖ. Im Zuge des Nationalratswahlkampfs 2008 präsentierte Jörg Haider die bisherige FPÖ-Bundesgeschäftsführerin Schenk im August 2008 überraschend als BZÖ-Kandidatin für den Bundeswahlvorschlag. Als Grund für ihren Wechsel zum BZÖ nannte Schenk persönliche Motive. Insbesondere die Frauen-Ungleichbehandlung bei der FPÖ sowie das Nichteinhalten von Vereinbarungen seien für den Wechsel ausschlaggebend gewesen. Am 28. Oktober 2008 wurde sie als Abgeordnete zum Nationalrat angelobt. Im BZÖ-Parlamentsklub übernahm sie die Funktion der Bereichssprecherin für Gleichbehandlung und Frauen.
Im Dezember 2012 wurde Schenk zur geschäftsführenden Bündnisobfrau des steirischen BZÖ bestellt. Sie löste damit Gerald Grosz ab, da das BZÖ bei der Gemeinderatswahl in Graz 2012 auf gerade einmal 1,34 % der Stimmen abgesunken war und somit zwei Drittel der Stimmen aus 2008 verloren hatte. Nachdem die KPÖ in Graz bei der Gemeinderatswahl 2012 zweitstärkste Partei geworden war, erklärte Schenk, sie könne sich „in Anlehnung an das NS-Verbotsgesetz und mit Verweis auf die Gräueltaten des Stalinismus ein ‚Kommunismus-Verbotsgesetz‘ vorstellen“.
Am 15. März 2013 wurde Schenks Wechsel zum Team Stronach bekannt gegeben, für welches sie bei der Nationalratswahl 2013 wieder ins Parlament einzog. Im Zuge der Selbstauflösung des Team Stronach vor der Nationalratswahl 2017 wechselte sie zur Freien Liste Österreich (FLÖ), einer Abspaltung von der FPÖ unter Karl Schnell.
Schenk ist Mitglied der katholisch-konservativen Europapartei Coalition pour la Vie et la Famille.

## Auszeichnungen
- 2019: Großes Goldenes Ehrenzeichen für Verdienste um die Republik Österreich[6]